# Lucjusz Licyniusz Krassus
Lucius Licinius Crassus – polityk rzymski, mówca.
Urodzony za konsulatu Kwintusa Serwiliusza Cepiona i Gajusza Leliusza, czyli w 140 p.n.e. Był członkiem znakomitego plebejskiego rodu Licyniuszy, Cyceron w mowie w obronie Rabiriusza wprost nazywa go nobilem.
Uczył się u Lucjusza Celiusza Antypatra (Lucius Caelius Antipater), historyka, prawnika i oratora. Prawa cywilnego uczył się u Kwintusa Mucjusza Scewoli Augura.
W 119 p.n.e. oskarżyciel Gajusza Papiriusza Karbona. Był członkiem dwuosobowej komisji nadzorującej założenie kolonii (Duumvir coloniae deducendae) Narbo Martius (dzisiejsza Narbona) powstałej w 118 p.n.e. W roku 100 p.n.e. Licyniusz Krassus znalazł się w gronie optymatów, którzy wzięli udział w stłumieniu ruchu trybuna ludowego Saturninusa. W 109 p.n.e. był kwestorem w prowincji Azja. W 107 p.n.e. wybrany trybunem ludowym. W 103 p.n.e. edyl kurulny. Pretorem był w 98 p.n.e. Konsul w 95 p.n.e. Cenzor w 92 p.n.e. wraz z Gnejuszem Domicjuszem Ahenobarbem z którym pozostawał w konflikcie. Swetoniusz przytacza złośliwą wypowiedź Licyniusza Krassusa o koledze w urzędzie: "nie należy się dziwić, iż ma miedzianą brodę (Ahenobarbus – miedzianobrody): usta ma przecież z żelaza, a serce z ołowiu". Cyceron uważał Licyniusza Krassusa za jednego z najwybitniejszych mówców rzymskich. Jego właśnie i Marka Antoniusza Oratora uczynił głównymi rozmówcami w dziele DE ORATORE AD QVINTVM FRATREM. i przez ich usta wyraził swoje przemyślenia i wiadomości na temat sztuki oratorskiej w Rzymie.
Żoną Krassusa była Mucja, córka Kwintusa Mucjusza Scewoli Augura, konsula w 117 p.n.e., prawnika. Miał z nią dwie córki Licinie. Adoptował swojego wnuka Scypiona.

## potomkowie
|                                                 |                                                 |  |                                                                   |                                                                   |  |                                                                                      |                                                                                      |  |                                                    |                                           |  |                                           |                                           |  |
|                                                 |                                                 |  |                                                                   |                                                                   |  |                                                                                      |                                                                                      |  | Lucjusz Licyniusz Krassus konsul 95 p.n.e. • Mucia |                                           |  |                                           |                                           |  |
|                                                 |                                                 |  |                                                                   |                                                                   |  |                                                                                      |                                                                                      |  |                                                    |                                           |  |                                           |                                           |  |
|                                                 |                                                 |  |                                                                   |                                                                   |  |                                                                                      |                                                                                      |  |                                                    |                                           |  |                                           |                                           |  |
|                                                 |                                                 |  |                                                                   |                                                                   |  | Licynia • Publiusz Korneliusz Scypion Nazyka                                         | Licynia • Publiusz Korneliusz Scypion Nazyka                                         |  | Licynia • Gajusz Mariusz Młodszy                   | Licynia • Gajusz Mariusz Młodszy          |  | Licyniusz Krassus Scypion adoptowany wnuk | Licyniusz Krassus Scypion adoptowany wnuk |  |
|                                                 |                                                 |  |                                                                   |                                                                   |  |                                                                                      |                                                                                      |  |                                                    |                                           |  |                                           |                                           |  |
|                                                 |                                                 |  |                                                                   |                                                                   |  |                                                                                      |                                                                                      |  |                                                    |                                           |  |                                           |                                           |  |
|                                                 |                                                 |  | Kwintus Cecyliusz Metellus Pius Kornelian Scypion Nazyka • Emilia | Kwintus Cecyliusz Metellus Pius Kornelian Scypion Nazyka • Emilia |  |                                                                                      |                                                                                      |  | Licyniusz Krassus Scypion adoptowany wnuk          | Licyniusz Krassus Scypion adoptowany wnuk |  |                                           |                                           |  |
|                                                 |                                                 |  |                                                                   |                                                                   |  |                                                                                      |                                                                                      |  |                                                    |                                           |  |                                           |                                           |  |
|                                                 |                                                 |  |                                                                   |                                                                   |  |                                                                                      |                                                                                      |  |                                                    |                                           |  |                                           |                                           |  |
| Kwintus Cecyliusz Metellus Scypion zm. 18 letni | Kwintus Cecyliusz Metellus Scypion zm. 18 letni |  |                                                                   |                                                                   |  | Cecylia Metella Kornelia • 1.Publiusz Licyniusz Krassus • 2.Gnejusz Pompejusz Wielki | Cecylia Metella Kornelia • 1.Publiusz Licyniusz Krassus • 2.Gnejusz Pompejusz Wielki |  |                                                    |                                           |  |                                           |                                           |  |
|                                                 |                                                 |  |                                                                   |                                                                   |  |                                                                                      |                                                                                      |  |                                                    |                                           |  |                                           |                                           |  |
|                                                 |                                                 |  |                                                                   |                                                                   |  |                                                                                      |                                                                                      |  |                                                    |                                           |  |                                           |                                           |  |